# Hypsioma inornata
Hypsioma inornata är en skalbaggsart som beskrevs av Thomson 1868. Hypsioma inornata ingår i släktet Hypsioma och familjen långhorningar. Inga underarter finns listade i Catalogue of Life.